# 군부인
군부인(郡夫人)은 조선 시대 군의 정실 부인을 지칭하는 말이다. 정1품에 해당하는 관직인 현록대부(顯祿大夫), 흥록대부(興祿大夫)의 부인 혹은 종1품에 해당하는 관직인 소덕대부(昭德大夫), 가덕대부(嘉德大夫)의 부인에게 주던 작위로서 부부인(府夫人)의 아래, 현부인(縣夫人)의 위에 해당한다. 왕자군(王子君)의 아내에게는 정1품, 종친의 아내에게는 종1품을 받았다.